# Museo de Cerámica de Sacavém
 El Museo de Cerámica de Sacavém ( en portugués: Museu de Cerâmica de Sacavém  ) está situado en la localidad de Sacavém en el municipio de Loures, al noreste de Lisboa en Portugal. El museo fue inaugurado en julio de 2000 y fue construido en los terrenos de una antigua fábrica de cerámica. La mayoría de las exhibiciones reflejan la producción de esa fábrica y su centro de documentación está dedicado al estudio de la historia y la producción de la fábrica y el patrimonio industrial del municipio. En 2002, el museo recibió el Premio Luigi Micheletti en la categoría de Patrimonio Industrial.

## Historia
La Fábrica da Loiça (la fábrica de vajilla), establecida por Manuel Joaquim Afonso, comenzó a funcionar en 1856.  Afonso tuvo problemas financieros y entre 1861 y 1863 la vendió a un inglés, John Stott Howorth. Con las nuevas técnicas que Howorth pudo introducir desde el Reino Unido, la fábrica se expandió rápidamente, produciendo loza a base de caolín . Su éxito llevó al rey Luis I a conferir el título de Barón de Howorth de Sacavém al propietario y otorgarle a la fábrica el título de Real Fábrica. En los últimos años de su vida, el rey consorte Fernando II pintó varias piezas de cerámica en la fábrica y se hizo buen amigo de Howorth. Después de la muerte de Howorth en 1893, su esposa, la baronesa Howorth de Sacavém, se asoció con James Gilman, quien administró la fábrica hasta su muerte en 1909, cuando se hizo cargo de la empresa. Se continuaron haciendo inversiones en la fábrica que, en su apogeo, cubría 70,000 metros cuadrados y se convirtió en una de las principales unidades industriales del cinturón industrial oriental de Lisboa.
En 1912, Portugal experimentó una ola de huelgas lideradas por los sindicatos y la fábrica de cerámica no fue inmune a esto. Al mismo tiempo, tenía una reputación pionera por promover el bienestar social, incluso mediante la creación de una escuela dentro de la fábrica, la existencia de un esquema de ahorro y préstamo para los empleados, el derecho a vacaciones pagadas y el establecimiento de campamentos de vacaciones para Los hijos de los trabajadores de la fábrica. Durante el período fascista bajo el Estado Novo (1933-74), los empleados de la fábrica se opusieron activamente al gobierno. La compañía comenzó a experimentar dificultades financieras a partir de la década de 1970 y se declaró en quiebra en 1994. En ese momento, el consejo de Loures decidió construir el museo en el antiguo sitio de la fábrica para preservar su historia. El museo fue inaugurado por el entonces presidente de la República portuguesa, Jorge Sampaio, en 2000.
Durante su vida, la fábrica estableció una reputación de trabajo de alta calidad. Además de la producción de vajilla, también se realizaron  muchas piezas decorativas, incluida una serie de figuras militares. A principios del siglo XX, el artista Jorge Colaço colaboró con la empresa para producir azulejos para varios de sus más importantes trabajos, incluyendo el vestíbulo de la estación de tren de São Bento en Oporto (1903), el palacio hotel de Busaco (1907) y el Pabellón Carlos Lopes en Lisboa, que fue construido originalmente para la Exposición Internacional del Centenario de la Independencia en Río de Janeiro en 1922 y luego reconstruido en Lisboa.

## El museo
Diseñado alrededor de la pieza central del horno 18 de la antigua fábrica, el museo ofrece una historia de la fábrica, así como exposiciones temporales extraídas de sus propias colecciones y de algunas colecciones privadas. Cubre el período comprendido entre 1865 y la década de 1980, con una colección total del museo de unas 8,000 piezas. Los artículos de la colección incluyen utensilios domésticos, utensilios decorativos, artículos sanitarios, platos y figuras decorativas, así como los materiales y equipos utilizados en su fabricación, como moldes, junto con materiales de laboratorio, máquinas y dibujos y pigmentos de diseño original. Además del espacio del museo en sí, el museo tiene un centro de documentación, llamado así por el fundador, Manuel Joaquim Afonso, que proporciona documentación del patrimonio industrial de Portugal y está disponible para uso de los investigadores. También hay un auditorio nombrado en honor a António Ferreira, un líder antifascista que trabajaba en la fábrica, y un taller de cerámica que lleva el nombre de José de Sousa, un artesano de la fábrica, junto con una pequeña tienda
El horno, que fue construido originalmente en la década de 1940, es un ejemplo de un horno de botella, un tipo de horno común en las alfarerías de Staffordshire en Inglaterra hasta la década de 1960. Tiene un diámetro de 6 metros y 12 metros de altura. Hecho de ladrillo, está reforzado externamente por bandas de hierro y tiene diez hornos alimentados con madera o carbón. La cocción podría durar hasta una semana, mucho más que los hornos más modernos. Para evitar daños a las piezas por los gases durante la cocción, se colocaban dentro de gacetas refractarias. Los visitantes pueden entrar al horno e imaginar cómo sería para los trabajadores estar dentro a altas temperaturas.